# Karl Robl
Karl Robl (* 10. September 1943 in Prennet, Reichsgau Sudetenland) ist ein deutscher Wirtschaftswissenschaftler.

## Leben
Nach dem Abitur in Nürnberg studierte Robl von 1964 bis 1969 in Nürnberg Wirtschaftswissenschaften und schloss als Diplom-Kaufmann ab. In den folgenden Jahren war er als Wissenschaftlicher Assistent an den Universitäten Erlangen-Nürnberg und Köln sowie am Institut für Mittelstandsforschung tätig. Während dieser Zeit promovierte er 1973 summa cum laude.
Nach der Habilitation 1979 war er Privatdozent an der Universität Köln. Von 1981 bis 1987 war er Leiter des Betriebswirtschaftlichen Instituts der Westdeutschen Bauindustrie in Düsseldorf. 1985 wurde er zum apl. Professor der Betriebswirtschaftslehre ernannt. Von 1988 bis Januar 2011 war er Hauptgeschäftsführer des Zentralverbandes des Deutschen Baugewerbes (ZDB). In seine Amtszeit fiel nach der Wiedervereinigung die Integration der Bauunternehmen in den neuen Bundesländern in die Verbandsstrukturen des deutschen Baugewerbes. Von 2001 bis 2010 war er zusätzlich Geschäftsführer der Bundesvereinigung Bauwirtschaft.

## Ehrungen
- 2002: Preis des Deutschen Dachdeckerhandwerks
- 2003: Handwerkszeichen in Gold durch den Zentralverband des Deutschen Handwerks
- 2006: Goldenen Ehrennadel des Bund Deutscher Zimmermeister im ZDB
- 2007: Goldene Ehrenmedaille der Europäischen Vereinigung des Holzbaus
- 2011: Verdienstkreuz 1. Klasse der Bundesrepublik Deutschland